# فلين كلارك
فلين كلارك (بالإنجليزية: Flynn Clarke) هو لاعب كرة قدم بريطاني في مركز الوسط، ولد في 19 ديسمبر 2002 في بيتربرة في المملكة المتحدة. لعب مع نادي بيتربورو يونايتد.